# Jan Wijnants

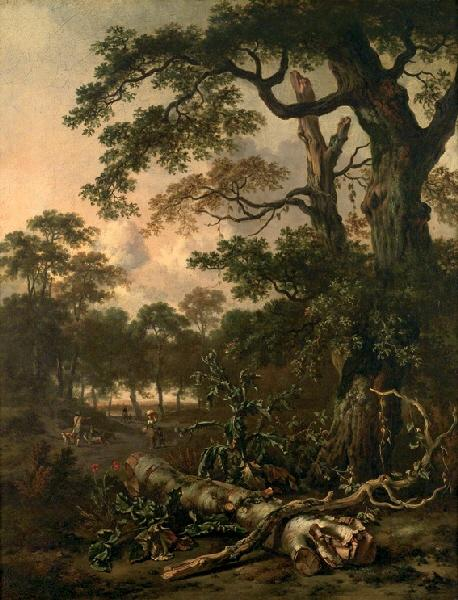
Paisaje arbolado, óleo sobre lienzo, 70,50 x 56 cm, Museo de Huelva.

Jan Janzs. Wijnants o Wynants (Haarlem, 1632-Ámsterdam, 1684) fue un pintor barroco de los Países Bajos especializado en paisajes, con o sin figuras.
Nacido en el seno de una familia católica de Haarlem, fue el hijo mayor de un mercader de arte también llamado Jan Wijnants. Por el segundo matrimonio de su padre, fue hermanastro de Egbert van Heemskerck (1634-1704), pintor de escenas de género. En 1653 se encontraba en Róterdam, en casa de un familiar, aunque es probable que retornase luego a Haarlem y que permaneciese allí hasta abril de 1660, cuando se documenta el alquiler a su nombre de una casa en Ámsterdam. Pocos meses más tarde, en diciembre de ese año, contrajo matrimonio con Catharina van der Veer, y es probable que no abandonase ya esta ciudad hasta su muerte. Padre de cuatro hijos, tuvo dificultades económicas, quizá por problemas financieros, y en algún documento se le llama «pintor y publicano».
Se desconoce quién fuera su maestro, pero el estilo de su pintura trasluce la influencia de los paisajes de Jacob van Ruisdael y como él se centró en la pintura de bosques invernales y paisajes italianizantes, con especial atención al estudio del arbolado.
Tuvo como discípulos a Adriaen van de Velde, cuando residía todavía en Haarlem, y a Nicolaes de Vree, ya en Ámsterdam.